# Olderfjord
Olderfjord (nordsamisch: Leaibevuotna, kvenisch: Leipovuono) ist eine Siedlung in der norwegischen Gemeinde Porsanger im Fylke Finnmark. Der Ort liegt auf der Porsanger-Halbinsel am Ende des Olderfjords, eines 7,5 Kilometer langen Seitenarmes des Porsangerfjordes. Der Fluss Olderfjordelva (nordsamisch: Leaibevuonjohka) mündet in der Ortsmitte in den Fjord.
Der Bezirk Olderfjord/Russenes hatte zum 1. Januar 2019 74 Einwohner. Ein großer Teil der Bevölkerung gehört zur Bevölkerungsgruppe der Küstensamen (sjøsamer), die sich seit langer Zeit in den Sommermonaten zum Fischen in die Gegend kamen. Im 17. und 18. Jahrhundert wurden diese sesshaft und ließen sich um den Olderfjord nieder. Zusätzlich besuchten nomadische Samengruppen die Gegend in den Sommermonaten. Im benachbarten Smørfjord befindet sich ein Museum, das sich mit deren Geschichte befasst. Im Zuge des als Unternehmen Nordlicht bezeichneten Rückzuges der deutschen Truppen aus der Finnmark im Herbst 1944 und der damit verbundenen verbrannten Erde Taktik, wurde Olderfjord weitgehend zerstört und Anfang der 1950er Jahre wieder aufgebaut. Ein im Zuge des Wiederaufbaus errichtetes Haus aus Olderfjord befindet sich heute im Norsk Folkemuseum in Oslo.
Olderfjord befindet sich an der Kreuzung der Europastraßen E6 und E69 und bildet somit einen wichtigen Verkehrsknotenpunkt zwischen Porsanger und der östlichen Finnmark, dem Nordkap sowie Alta und Hammerfest im Westen. Vor Ort befinden sich ein Supermarkt, eine Tankstelle, eine Ladestation für Elektroautos, eine Raststätte sowie einige Übernachtungsmöglichkeiten. Der nächstgrößere Ort ist das etwa 30 Kilometer weiter südlich gelegene Billefjord, wo sich auch die nächste Schule und der nächste Kindergarten befinden. Das Gemeindezentrum Lakselv liegt rund 63 Kilometer weiter südlich. Der nächstgelegene Flughafen ist der 66 km südlich von Olderfjord gelegene Flughafen Lakselv in Banak.